# Pristomerus ohioensis
Pristomerus ohioensis är en stekelart som beskrevs av Dasch 1979. Pristomerus ohioensis ingår i släktet Pristomerus och familjen brokparasitsteklar. Inga underarter finns listade i Catalogue of Life.